# Cachoeira das Andorinhas (Mucugê)
A Cachoeira das Andorinhas  é uma queda d'água localizada no leito do rio Cumbuca, na cidade brasileira de Mucugê, na área do Parque Nacional da Chapada Diamantina, região central da Bahia.
Situada a uma altitude de 940 metros num trecho em que o rio atravessa vales estreitos, entre paredões de rocha que, em suas bases, encontram-se erodidas com formação peculiar denominadas de "ninhos de abelha" e, no trajeto até a cachoeira, existem ruínas de casas e muros, além de marcas de desvios do curso do rio, registro dos antigos garimpos, sendo esse um dos roteiros de trilha mais requisitado pelos turistas que visitam Mucugê.
Segundo o ICMBio, responsável pelo parque, o "trajeto para alcançá-la possui cerca de 3 km. A trilha passa por solos arenosos e rochas pertencentes à formação geológica Tombador, originada há 1,6 bilhões de anos. No trecho final vale a pena conhecer as tocas de garimpeiro próximas à trilha construídas junto a grandes blocos de rochas. Todo o trajeto cruza campos rupestres, vegetação de pequeno porte que ocorre sobre rochas, onde são comuns orquídeas, canelas-de-ema e bromélias. A cachoeira possui um poço grande para banho." (foi feita correção ortográfica).